# Wilk Elektronik
Wilk Elektronik SA — Производитель компьютерной памяти марки GOODRAM. Предприятие было основано в 1991 году в Польше. С самого начала деятельности главным направлением компании была компьютерная память. Благодаря узкой специализации фирма стала в 1996 году самым крупным дистрибьютором памяти RAM в Польше. Последующие годы стали периодом динамичного развития, в результате чего 70 % продаваемых в Польше модулей памяти реализовывалось компанией «Wilk Elektronik». В 1999 году фирма была преобразована в акционерное общество. В середине 2003 года компания переехала в город Лазиска-Гурне, где был построен завод и офисные помещения. В конце 2003 года АО «Wilk Elektronik» выпустило на рынок модули памяти, произведённые в Польше под маркой GOODRAM. Этот момент считается началом изготовления модулей памяти на единственном заводе такого типа в Центральной и Восточной Европе. В 2005 году доля экспорта в общем объёме продаж АО «Wilk Elektronik» превысила 40 %. Польские модули памяти можно приобрести в странах Центральной, Восточной и Западной Европы, на Ближнем Востоке и в Африке. Очередным шагом стал выпуск в 2006 году памяти USB GOODRAM и карт памяти GOODRAM. В связи с этим в 2007 году АО «Wilk Elektronik» наладило стратегическое сотрудничество с мировым лидером флеш-технологий — фирмой «Toshiba».
В 2007 году в Дубае (Объединённые Арабские Эмираты) АО «Wilk Elektronik» открыло совместное предприятие «GOODRAM Middle East», деятельность которого ориентирована на 30 стран региона Ближнего Востока и Северной Африки.